# Râul Lacul Roșia
Râul Lacul Roșia sau Valea Lacul Roșia este un curs de apă, afluent al râului Hârtibaciu. 